# آسیاب‌آبی تنگ فاریاب
آسیاب آبی تنگ فاریاب مربوط به دوره قاجار است و در شهرستان دشتستان، بخش مرکزی، روستای تنگ فاریاب واقع شده و این اثر در تاریخ ۹ اردیبهشت ۱۳۸۲ با شمارهٔ ثبت ۸۴۰۶ به‌عنوان یکی از آثار ملی ایران به ثبت رسیده است.